# Aristolochia esoterica
Aristolochia esoterica är en piprankeväxtart som beskrevs av H. W. Pfeifer. Aristolochia esoterica ingår i släktet piprankor, och familjen piprankeväxter. Inga underarter finns listade i Catalogue of Life.